# Quinto Volusio Flaco Corneliano
Quinto Volusio Flaco Corneliano (en latín Quintus Volusius Flaccus Cornelianus) fue un senador romano del siglo II, que desarrolló su carrera bajo los imperios de Marco Aurelio y de su hijo Cómodo

## Familia
Era descendiente de uno de los hermanos Lucio Volusio Saturnino, consul ordinarius en el año 87, o Quinto Volusio Saturnino, cónsul ordinario en el año 92, ambos bajo Domiciano.

## Carrera política
Su único cargo conocido fue el de consul ordinarius en 174 junto a Lucio Aurelio Galo.